# Geoffrey Bruun
Arthur Geoffrey Bruun (Montreal, 1898 – Ithaca, 1988) fue un historiador canadiense.
Fue autor de obras como Saint-Just: apostle of the Terror (Houghton Mifflin Co., 1932), una biografía del revolucionario francés Louis de Saint-Just; Europe and the French Imperium, 1799-1814 (Harper & Brothers, 1938); o Clemenceau (Harvard University Press, 1943), una biografía del político republicano francés Georges Clemenceau; entre otras. Fue miembro de la American Historical Association.